# Санта Бона Нуова (Тревизо)
Санта Бона Нуова је насеље у Италији у округу Тревизо, региону Венето.
Према процени из 2011. у насељу је живело 33 становника. Насеље се налази на надморској висини од 27 м.